# Saint-Arnoult (Seine-Maritime)
Pour les articles homonymes, voir Saint-Arnoult.
Saint-Arnoult est une commune française située dans le département de la Seine-Maritime en région Normandie.

## Géographie

### Localisation
La commune de Saint-Arnoult est située entre les deux grandes agglomérations de Rouen (43 km) accessible par l'A150 et du Havre (47 km) par l'A29 et l'A131. La gare SNCF la plus proche est la gare d'Yvetot à 18 km.
Elle fait partie du parc naturel régional des Boucles de la Seine normande.

### Communes limitrophes
Les communes limitrophes sont Anquetierville, Rives-en-Seine, Grand-Camp, Maulévrier-Sainte-Gertrude, Saint-Gilles-de-Crétot et Saint-Nicolas-de-la-Haie.
| Saint-Nicolas-de-la-Haie Grand-Camp | Saint-Gilles-de-Crétot | Maulévrier-Sainte-Gertrude |
| Port-Jérôme-sur-Seine               | Saint-Arnould          | Rives-en-Seine             |
| Rives-en-Seine                      | Rives-en-Seine         | Rives-en-Seine             |

### Hydrographie
La commune est située dans le bassin Seine-Normandie. Elle n'est drainée par aucun cours d'eau,. Néanmoins un plan d'eau est présent sur le territoire communal : la mare du Puits Bourdon (0,01 ha),.

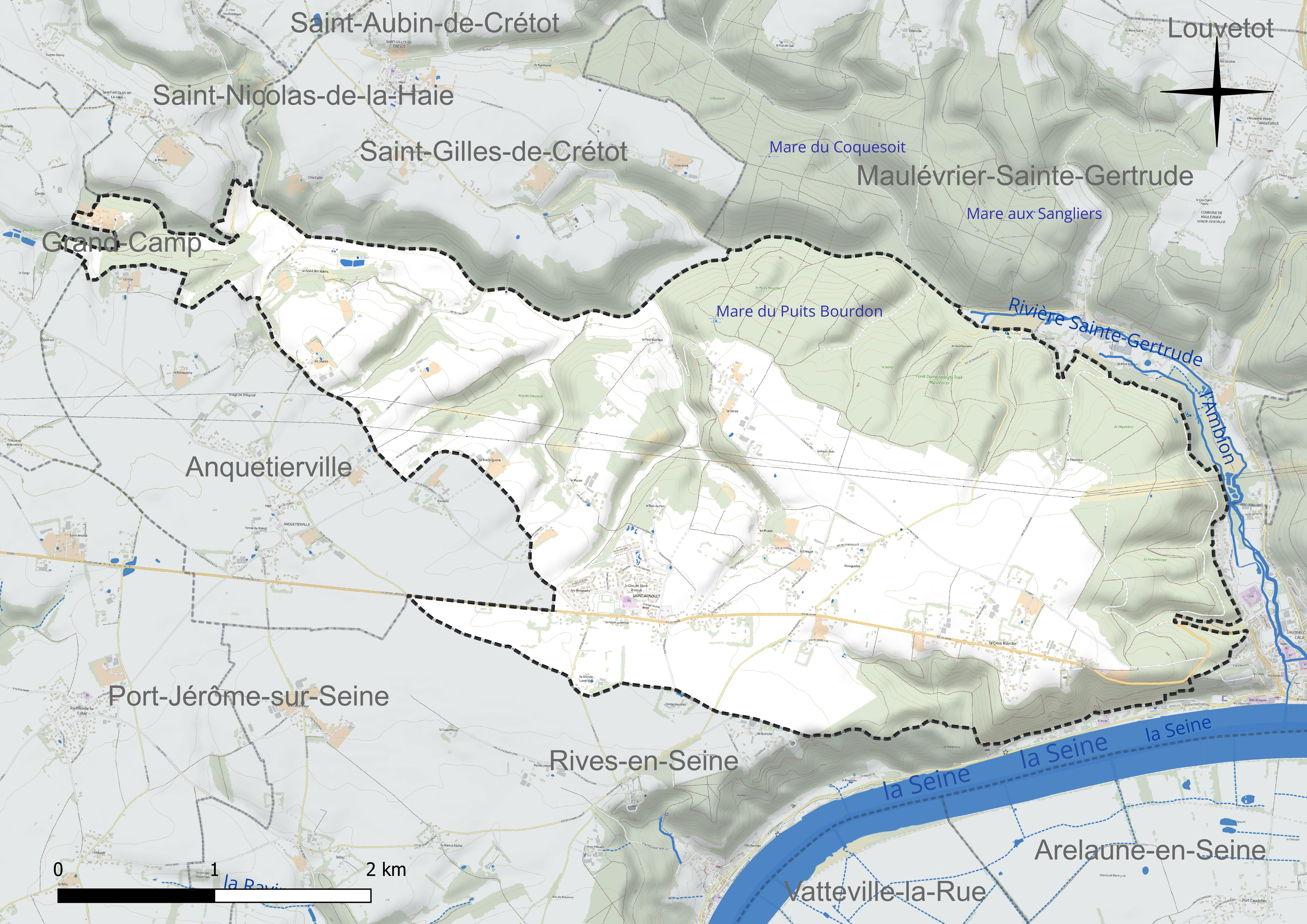
Réseau hydrographique de Saint-Arnoult.

### Climat
Pour des articles plus généraux, voir Climat de la Normandie et Climat de la Seine-Maritime.
En 2010, le climat de la commune est de type climat océanique franc, selon une étude du CNRS s'appuyant sur une série de données couvrant la période 1971-2000. En 2020, Météo-France publie une typologie des climats de la France métropolitaine dans laquelle la commune est exposée à un climat océanique et est dans la région climatique Côtes de la Manche orientale, caractérisée par un faible ensoleillement (1 550 h/an) ; forte humidité de l’air (plus de 20 h/jour avec humidité relative > 80 % en hiver), vents forts fréquents. Parallèlement le GIEC normand, un groupe régional d’experts sur le climat, différencie quant à lui, dans une étude de 2020, trois grands types de climats pour la région Normandie, nuancés à une échelle plus fine par les facteurs géographiques locaux. La commune est, selon ce zonage, exposée à un « climat maritime », correspondant au Pays de Caux, frais, humide et pluvieux, légèrement plus frais que dans le Cotentin.
Pour la période 1971-2000, la température annuelle moyenne est de 10,6 °C, avec une amplitude thermique annuelle de 13,5 °C. Le cumul annuel moyen de précipitations est de 905 mm, avec 12,8 jours de précipitations en janvier et 8,6 jours en juillet. Pour la période 1991-2020, la température moyenne annuelle observée sur la station météorologique la plus proche, située sur la commune de Petiville à 10 km à vol d'oiseau, est de 12,0 °C et le cumul annuel moyen de précipitations est de 844,9 mm,. Pour l'avenir, les paramètres climatiques de la commune estimés pour 2050 selon différents scénarios d’émission de gaz à effet de serre sont consultables sur un site dédié publié par Météo-France en novembre 2022.

## Urbanisme

### Typologie
Au 1er janvier 2024, Saint-Arnoult est catégorisée commune rurale à habitat dispersé, selon la nouvelle grille communale de densité à sept niveaux définie par l'Insee en 2022.
Elle est située hors unité urbaine et hors attraction des villes,.

### Occupation des sols

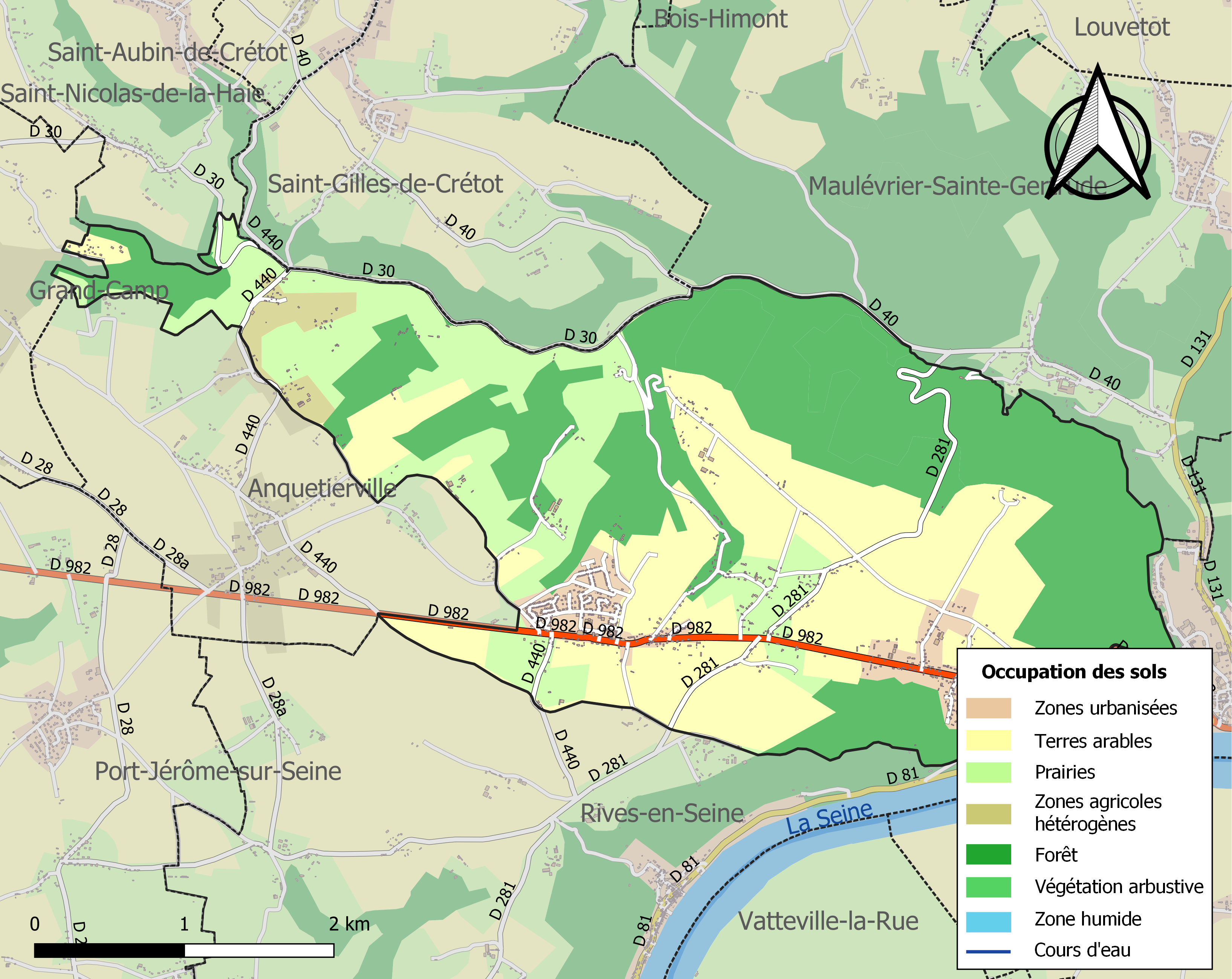
Carte des infrastructures et de l'occupation des sols de la commune en 2018 (CLC).

L'occupation des sols de la commune, telle qu'elle ressort de la base de données européenne d’occupation biophysique des sols Corine Land Cover (CLC), est marquée par l'importance des territoires agricoles (50,4 % en 2018), une proportion sensiblement équivalente à celle de 1990 (51,1 %). La répartition détaillée en 2018 est la suivante : 
forêts (44 %), terres arables (30,2 %), prairies (18,2 %), zones urbanisées (5,6 %), zones agricoles hétérogènes (2 %). L'évolution de l’occupation des sols de la commune et de ses infrastructures peut être observée sur les différentes représentations cartographiques du territoire : la carte de Cassini (XVIIIe siècle), la carte d'état-major (1820-1866) et les cartes ou photos aériennes de l'IGN pour la période actuelle (1950 à aujourd'hui).

### Habitat et logement
En 2020, le nombre total de logements dans la commune était de 625, alors qu'il était de 536 en 2015 et de 518 en 2010.
Parmi ces logements, 93,7 % étaient des résidences principales, 2,3 % des résidences secondaires et 4 % des logements vacants. Ces logements étaient pour 88,8 % d'entre eux des maisons individuelles et pour 10,2 % des appartements.
Le tableau ci-dessous présente la typologie des logements à Saint-Arnoult en 2020 en comparaison avec celle de la Seine-Maritime et de la France entière. Une caractéristique marquante du parc de logements est ainsi une proportion de résidences secondaires et logements occasionnels (2,3 %) inférieure à celle du département (4,1 %) et à celle de la France entière (9,7 %). Concernant le statut d'occupation de ces logements, 72,9 % des habitants de la commune sont propriétaires de leur logement (76,2 % en 2015), contre 53 % pour la Seine-Maritime et 57,5 pour la France entière.
| Typologie                                               | Saint-Arnoult | Seine-Maritime | France entière |
| ------------------------------------------------------- | ------------- | -------------- | -------------- |
| Résidences principales (en %)                           | 93,7          | 87,9           | 82,1           |
| Résidences secondaires et logements occasionnels (en %) | 2,3           | 4,1            | 9,7            |
| Logements vacants (en %)                                | 4             | 8,1            | 8,2            |

## Toponymie
L'hagiotoponyme de la localité est attesté sous les formes In parrochia sancti Arnulphi vers 1230, Sanctus Arnulphus vers 1240, Sancto Arnulfo vers 1050 et 1066, Saint Hernoul sous Caudebec au XIIIe siècle, Saint Arnoul sur Caudebec en 1398 et 1399, Saint Ernoul en 1403 et 1413, Saint Arnoult sur Caudebec en 1406, Saint Arnoult en 1629.
Ce toponyme fait référence à Arnoul de Metz.

## Histoire
Au cours de la Révolution française, la commune porte provisoirement le nom de Montagne-sur-Seine.

## Politique et administration

### Rattachements administratifs et électoraux

#### Rattachements administratifs
La commune se trouve depuis 1926 dans l'arrondissement de Rouen du département de la Seine-Maritime.
Elle faisait partie depuis 1793 du canton de Caudebec-en-Caux. Dans le cadre du redécoupage cantonal de 2014 en France, cette circonscription administrative territoriale a disparu, et le canton n'est plus qu'une circonscription électorale.

#### Rattachements électoraux
Pour les élections départementales, la commune fait partie depuis 2014 du canton de Port-Jérôme-sur-Seine
Pour l'élection des députés, elle fait partie de la cinquième circonscription de la Seine-Maritime.

### Intercommunalité
Saint-Arnoult était membre depuis 2001 de la communauté de communes de Caudebec-en-Caux-Brotonne, un établissement public de coopération intercommunale (EPCI) à fiscalité propre créé en 1994 et auquel la commune avait transféré un certain nombre de ses compétences, dans les conditions déterminées par le code général des collectivités territoriales.
Cette intercommunalité a fusionné avec ses voisines pour former, le 1er janvier 2008, la communauté de communes Caux vallée de Seine, qui se transforme en 2016 en communauté d'agglomération et prend en 2017 le nom de Caux Seine Agglo. La commune est en donc membre.

### Liste des maires
| Période                                  | Période                        | Identité         | Étiquette | Qualité                                             |
| ---------------------------------------- | ------------------------------ | ---------------- | --------- | --------------------------------------------------- |
| Les données manquantes sont à compléter. |                                |                  |           |                                                     |
|                                          |                                |                  |           |                                                     |
| 1927                                     |                                | M. Dupuis        |           |                                                     |
|                                          |                                |                  |           |                                                     |
| 1981                                     | 2001                           | Gaël Segond      |           | Médecin, ancien chef de service du centre Becquerel |
| mars 2001                                | En cours (au 30 novembre 2023) | Patrice Colombel |           | Cadre retraité Réélu pour le mandat 2020-2026,      |

## Équipements et services publics

### Enseignement
La commune dispose d'une école maternelle et de l'école élémentaire publique Henri-Dès, qui scolarise 101 élèves. Après le CM2, les élèves de Saint-Arnoult doivent se rendre au nouveau collège Victor-Hugo de Caudebec-en-Caux inauguré en novembre 2011 (qui dispose désormais d'une capacité de 600 élèves).
En 2011, sur l'ensemble de la population communale, 294 personnes étaient scolarisées (selon l'Insee).

## Population et société

### Démographie

#### Évolution démographique
L'évolution du nombre d'habitants est connue à travers les recensements de la population effectués dans la commune depuis 1793. Pour les communes de moins de 10 000 habitants, une enquête de recensement portant sur toute la population est réalisée tous les cinq ans, les populations de référence des années intermédiaires étant quant à elles estimées par interpolation ou extrapolation. Pour la commune, le premier recensement exhaustif entrant dans le cadre du nouveau dispositif a été réalisé en 2004.

En 2022, la commune comptait 1 459 habitants, en évolution de +7,75 % par rapport à 2016 (Seine-Maritime : +0,35 %, France hors Mayotte : +2,11 %).
| 1793 | 1800  | 1806  | 1821 | 1831 | 1836 | 1841 | 1846 | 1851 |
| ---- | ----- | ----- | ---- | ---- | ---- | ---- | ---- | ---- |
| 912  | 1 033 | 1 027 | 917  | 946  | 958  | 882  | 838  | 845  |

| 1856 | 1861 | 1866 | 1872 | 1876 | 1881 | 1886 | 1891 | 1896 |
| ---- | ---- | ---- | ---- | ---- | ---- | ---- | ---- | ---- |
| 856  | 853  | 829  | 753  | 758  | 782  | 781  | 791  | 732  |

| 1901 | 1906 | 1911 | 1921 | 1926 | 1931 | 1936 | 1946 | 1954 |
| ---- | ---- | ---- | ---- | ---- | ---- | ---- | ---- | ---- |
| 659  | 605  | 632  | 538  | 530  | 516  | 534  | 598  | 537  |

| 1962 | 1968 | 1975 | 1982  | 1990  | 1999  | 2004  | 2006  | 2009  |
| ---- | ---- | ---- | ----- | ----- | ----- | ----- | ----- | ----- |
| 528  | 477  | 530  | 1 165 | 1 380 | 1 356 | 1 308 | 1 301 | 1 331 |

| 2014  | 2019  | 2022  | - | - | - | - | - | - |
| ----- | ----- | ----- | - | - | - | - | - | - |
| 1 303 | 1 444 | 1 459 | - | - | - | - | - | - |

#### Pyramide des âges
En 2018, le taux de personnes d'un âge inférieur à 30 ans s'élève à 35,8 %, soit en dessous de la moyenne départementale (36,5 %). De même, le taux de personnes d'âge supérieur à 60 ans est de 22,3 % la même année, alors qu'il est de 26,0 % au niveau départemental.
En 2018, la commune comptait 744 hommes pour 670 femmes, soit un taux de 52,62 % d'hommes, largement supérieur au taux départemental (48,10 %).
Les pyramides des âges de la commune et du département s'établissent comme suit.
| Hommes | Classe d’âge | Femmes |
| ------ | ------------ | ------ |
| 0,4    | 90 ou +      | 0,4    |
| 5,1    | 75-89 ans    | 5,1    |
| 16,0   | 60-74 ans    | 17,7   |
| 19,5   | 45-59 ans    | 17,4   |
| 22,4   | 30-44 ans    | 24,4   |
| 13,8   | 15-29 ans    | 14,5   |
| 22,8   | 0-14 ans     | 20,5   |

| Hommes | Classe d’âge | Femmes |
| ------ | ------------ | ------ |
| 0,7    | 90 ou +      | 1,8    |
| 6,7    | 75-89 ans    | 9,6    |
| 16,7   | 60-74 ans    | 18     |
| 19,4   | 45-59 ans    | 19     |
| 18,5   | 30-44 ans    | 17,5   |
| 19,2   | 15-29 ans    | 17,4   |
| 18,9   | 0-14 ans     | 16,7   |

### Vie associative
La commune dispose d'un terrain de football ainsi que d'un gymnase. L'ensemble de ces installations sont utilisées par le COSA (Club omnisports de Saint-Arnoult), notamment par sa section karaté bien réputée. 
Une association de Jardins familiaux est également présente sur le territoire de la commune.

## Économie
Lors de l'année 2010, la médiane des revenus déclarés en euros par unité de consommation s'élevait à 19 040.
En 2011, selon l'Insee, 9,7 % de la population active de Saint-Arnoult était au chômage, avec une part plus importante pour les jeunes (de moins de 25 ans) à 27,8 %. 
La commune est idéalement située à proximité de la zone industrielle de Port-Jérôme qui concentre une importante activité industrielle dans la pétrochimie, notamment avec la présence d'ExxonMobil.

## Culture locale et patrimoine

### Lieux et monuments
- L'église Saint-Arnoult[28]. Elle conserve une contretable provenant de l'église Saint-Pierre-du-Châtel de Rouen.
- Le monument aux morts.
- Le château de la Croix-Blanche - Gîtes de France 2 épis.
- La rangée de hêtres à Saint-Arnoult, Villequier  Site classé (1937)[29].

### Personnalités liées à la commune
- Édouard Delamarre (1797-1881), décédé le 29 septembre 1881 à Saint-Arnoult, préfet du Cantal (1833-1840), député de la Creuse (1852-1870).

### Héraldique
| Blason de Saint-Arnoult (Seine-Maritime) | Blason  | D’azur aux trois chicots d’argent posés en fasce et rangés en pal. |
| Blason de Saint-Arnoult (Seine-Maritime) | Détails | Le statut officiel du blason reste à déterminer.                   |

## Pour approfondir